# لواتخ
لُواتخ هو نسخة مزيدة من محرك الصف الطباعي تخ ذو لغة برمجة مدمجة. بدأ لُواتخ (LuaTeX) كنسخة من بي‌دي‌إف‌تخ مع محرك برمجة لُوا مدمج. بعد التجارب تقرر أن يخلف بي‌دي‌إف‌تخ -الذي نتج عن دمج تخ مع إ-تخ مع خلفية إنتاج بي‌دي‌إف-. لا حقا تم إضافة بعض الوظائف من ألف (خاصة الصف متعدد الاتجاهات). المشروع تحت رعاية مشروع تخ الشرقي.
أطلقت أول بيتا في مؤتمر مجموعة مستخدمي تخ 2007 في سان ديغو. ستصدر الإصدارة النهائية الأولى في نهاية 2009، وستتوفر أول نسخة مستقرة في 2010. الهدف الأساسي للمشروع توفير نسخة من تخ يتاح فيها الوصول لكل داخله عبر لُوا. أثناء عملية فتح تخ، يتم إعادة كتابة الكثير من الكود الداخلي. بدلا من إضافة الخصائص الجديدة لتخ نفسه سيتاح للمستخدمين (وكتاب حزم الماكرو) كتابة امتداداتهم الخاصة. مشروع MPLib (وحدة MetaPost مكتبية مزيدة) يهدف أيضا لجلب محرك رسوميات إلى تخ.
يتكون فريق لواتخ من تاكو هُكووتر وهارمُت هِنكل وهانز هاجان.

## وصلات خارجية
- لواتخ على موقع Open Hub (الإنجليزية)
- الموقع الرسمي